# Покрет жутих прслука
Покрет жутих прслука (фр. Mouvement des gilets jaunes) представља протестни покрет који је започео у мају 2018. и довео до уличних демонстрација у Француској у суботу, 17. новембра 2018. године и брзо се ширио на Валонију, некада индустријску област, у јужној Белгији.

## Жути прслук
Жути прслук је изабран као симбол, јер сви возачи морају, по Закону о саобраћају од 2008. године, да имају прслуке у својим возилима током вожње. Као резултат тога, рефлективни прслуци су постали широко доступни, јефтини и симболични. До децембра 2018, овај симбол је постао све чешћи од Европе до Ирака, пошто су различите групе користиле своје видљиве прслуке како би привукле пажњу на своје захтеве.